# Монро (Джорджія)
Монро (англ. Monroe) — місто (англ. city) в США, в окрузі Волтон штату Джорджія. Населення — 14 928 осіб (2020).

## Географія
Монро розташоване за координатами 33°47′51″ пн. ш. 83°43′7″ зх. д. / 33.79750° пн. ш. 83.71861° зх. д. (33.797477, -83.718741).  За даними Бюро перепису населення США в 2010 році місто мало площу 39,69 км², з яких 39,17 км² — суходіл та 0,53 км² — водойми.

## Демографія
Згідно з переписом 2010 року, у місті мешкали 13 234 особи в 4886 домогосподарствах у складі 3209 родин. Густота населення становила 333 особи/км².  Було 5742 помешкання (145/км²).
Расовий склад населення:
| - 53,3 % — білих - 42,4 % — чорних або афроамериканців - 0,8 % — азіатів - 0,1 % — корінних американців - 1,6 % — осіб інших рас |

До двох чи більше рас належало 1,8 %. Частка іспаномовних становила 3,4 % від усіх жителів.
За віковим діапазоном населення розподілялося таким чином: 27,8 % — особи молодші 18 років, 59,6 % — особи у віці 18—64 років, 12,6 % — особи у віці 65 років та старші. Медіана віку мешканця становила 33,1 року. На 100 осіб жіночої статі у місті припадало 86,5 чоловіків;  на 100 жінок у віці від 18 років та старших — 83,2 чоловіків також старших 18 років.
Середній дохід на одне домашнє господарство  становив 41 716 доларів США (медіана — 33 097), а середній дохід на одну сім'ю — 46 780 доларів (медіана — 36 213). Медіана доходів становила 40 869 доларів для чоловіків та 26 300 доларів для жінок. За межею бідності перебувало 31,7 % осіб, у тому числі 54,8 % дітей у віці до 18 років та 18,5 % осіб у віці 65 років та старших.
Цивільне працевлаштоване населення становило 5237 осіб. Основні галузі зайнятості: роздрібна торгівля — 23,8 %, освіта, охорона здоров'я та соціальна допомога — 18,6 %, мистецтво, розваги та відпочинок — 17,9 %.